# Persone di nome Adalberto
| Questa pagina contiene informazioni ricavate automaticamente dalle voci biografiche con l'ausilio del template Bio e di un bot. L'aggiornamento è periodico e automatico e ricostruisce completamente la pagina. Se manca una persona in questa lista, sei pregato di non aggiungerla, ma accertati piuttosto che la sua voce biografica contenga il template Bio e che i dati anagrafici siano correttamente compilati. Se il template Bio manca, inseriscilo tu stesso o, in alternativa, metti l'avviso {{tmp\|Bio}} che ne segnala la mancanza. Se i dati riportati sono sbagliati, correggi direttamente la voce biografica; le modifiche saranno visibili in questa lista entro pochi giorni. Per chiarimenti vedi il progetto antroponimi. La lista contiene solo le 68 persone che sono citate nell'enciclopedia e per le quali è stato implementato correttamente il template Bio. Pagina aggiornata al 6 mag 2025. |

Questa è una lista di persone presenti nell'enciclopedia che hanno il nome Adalberto, suddivise per attività principale.

## Ammiragli(1)
- Adalberto Mariano, ammiraglio, navigatore e esploratore italiano (Rivarolo Canavese, n. 1898 - Roma, † 1972)

## Architetti(1)
- Adalberto Libera, architetto italiano (Villa Lagarina, n. 1903 - Roma, † 1963)

## Arcivescovi(3)
- Adalberto, arcivescovo italiano
- Adalberto di Magdeburgo, arcivescovo, monaco cristiano e santo tedesco (Geusa, † 981)
- Adalbert II di Salisburgo, arcivescovo tedesco (Salisburgo, † 935)

## Arcivescovi cattolici(2)
- Adalberto di Brema, arcivescovo cattolico tedesco (Goslar, † 1072)
- Adalberto III di Boemia, arcivescovo cattolico boemo (n. 1145 - Salisburgo, † 1200)

## Attori(2)
- Adalberto Lombardo, attore, produttore cinematografico e regista italiano (Milano, n. 1991)
- Adalberto Maria Merli, attore, doppiatore e scrittore italiano (Roma, n. 1938)

## Calciatori(6)
- Adalberto Manuel Silva Ribeiro, ex calciatore portoghese (Paredes, n. 1969)
- Adalberto Carrasquilla, calciatore panamense (Panama, n. 1998)
- Adalberto Escobar, calciatore paraguaiano (Asunción, n. 1949 - † 2011)
- Adalberto Peñaranda, calciatore venezuelano (El Vigía, n. 1997)
- Adalberto Román, ex calciatore paraguaiano (Yhú, n. 1987)
- Adalberto Sifredi, calciatore argentino (Buenos Aires, n. 1922)

## Cardinali(1)
- Adalberto Martínez Flores, cardinale e arcivescovo cattolico paraguaiano (Asunción, n. 1951)

## Direttori della fotografia(1)
- Bitto Albertini, direttore della fotografia, sceneggiatore e regista italiano (Torino, n. 1923 - Zagarolo, † 1999)

## Dirigenti sportivi(1)
- Adalberto Tedeschi, dirigente sportivo e imprenditore italiano (Milano, n. 1937 - Comerio, † 2007)

## Fisici(1)
- Adalberto Giazotto, fisico italiano (Genova, n. 1940 - Pisa, † 2017)

## Generali(1)
- Adalberto di Savoia-Genova, generale italiano (Torino, n. 1898 - Torino, † 1982)

## Geografi(1)
- Adalberto Vallega, geografo italiano (Cairo Montenotte, n. 1934 - Vezzi Portio, † 2006)

## Giocatori di calcio a 5(2)
- Adalberto Nunes da Silva, ex giocatore di calcio a 5 brasiliano (San Paolo, n. 1978)
- Adalberto Guerra, ex giocatore di calcio a 5 cubano (n. 1969)

## Giornalisti(5)
- Adalberto Baldoni, giornalista, saggista e politico italiano (Roma, n. 1932)
- Adalberto Bortolotti, giornalista italiano (Bologna, n. 1936)
- Adalberto Falletta, giornalista italiano (Milano, n. 1948)
- Adalberto Manzone, giornalista italiano (Bucarest, n. 1936 - Roma, † 1992)
- Adalberto Minucci, giornalista e politico italiano (Magliano in Toscana, n. 1932 - Roma, † 2012)

## Ingegneri(1)
- Adalberto Garelli, ingegnere e imprenditore italiano (Torino, n. 1886 - Bogliasco, † 1968)

## Lottatori(1)
- Adalberto Lepri, lottatore italiano (Terni, n. 1929 - Sassari, † 2014)

## Matematici(1)
- Adalberto Orsatti, matematico italiano (Chieti, n. 1937 - Padova, † 2006)

## Medici(1)
- Adalberto Pazzini, medico e storico italiano (Roma, n. 1898 - Roma, † 1975)

## Militari(1)
- Adalberto Orlando, militare italiano (Manduria, n. 1910 - Tobruk, † 1941)

## Miniatori(1)
- Adalberto, miniaturista tedesco

## Monaci cristiani(1)
- Adalberto, monaco cristiano italiano (Atella - Aversa, † 1102)

## Nobili(14)
- Adalberto di Babenberg, nobile tedesco (Melk, † 1055)
- Adalberto I d'Ivrea, nobile franco († 929)
- Adalberto I di Toscana, nobile franco
- Adalberto II di Toscana, nobile italiano († 915)
- Adalberto il Margravio, nobile italiano († 951)
- Adalberto I di Milano, nobile italiano († 1002)
- Adalberto di Babenberg, nobile franco (n. 854 - † 906)
- Adalberto I d'Alsazia, nobile franco (regione di Obernai, n. 665 - Koenigshoffen, † 722)
- Adalberto di Ballenstedt, nobile tedesco
- Adalberto II di Ballenstedt, nobile tedesco
- Adalberto di Prussia, nobile prussiano (Potsdam, n. 1884 - La Tour-de-Peilz, † 1948)
- Adalberto II Pallavicino, nobile italiano (Luni - Busseto)
- Adalberto di Prussia, nobile tedesco (Berlino, n. 1811 - Karlsbad, † 1873)
- Adalberto Atto di Canossa, nobile italiano († 988)

## Pittori(1)
- Adalberto Migliorati, pittore e disegnatore italiano (Roma, n. 1902 - Perugia, † 1953)

## Principi(1)
- Adalberto di Baviera, principe (Monaco di Baviera, n. 1828 - Monaco di Baviera, † 1875)

## Religiosi(1)
- Adalberto di Egmond, religioso e santo anglosassone (Northumbria - Egmond, † 740)

## Santi(1)
- Adalberto I d'Ostrevent, santo e funzionario franco (Périgueux, † 652)

## Scrittori(1)
- Adalberto di Samaria, scrittore italiano

## Scultori(1)
- Adalberto Cencetti, scultore italiano (Roma, n. 1847 - Roma, † 1907)

## Sovrani(1)
- Adalberto II d'Ivrea, re (Autun)

## Storici(1)
- Adalberto di Baviera, storico, scrittore e ambasciatore tedesco (Monaco di Baviera, n. 1886 - Monaco di Baviera, † 1970)

## Vescovi(5)
- Adalberto di Como, vescovo italiano
- Adalberto di Praga, vescovo e santo ceco (Libice - Tenkitten, † 997)
- Adalberto, vescovo italiano (Capiate - Bergamo, † 935)
- Adalberto di Passavia, vescovo tedesco († 970)
- Adalberto, vescovo italiano

## Vescovi cattolici(1)
- Adalberto di Pomerania, vescovo cattolico polacco († 1162)

## Senza attività specificata(5)
- Adalberto di Lorena, conte (Thuin, † 1048)
- Adalberto I de La Marche, conte (Charroux, † 997)
- Adalberto II de La Marche, conte († 1088)
- Adalberto III de La Marche, conte
- Adalberto IV de La Marche, conte